# 鳳仙花 (中上健次)
『鳳仙花』（ほうせんか）は1980年に出版された日本の小説家・中上健次による長編小説である。東京新聞朝刊において1979年4月から10月にかけて連載されたのち、作品社より単行本が刊行された。1982年に新潮文庫として文庫版が刊行された。現在は、2015年に小学館よりP+D BOOKSとしてペーパーバック書籍が刊行されている。
- 本作は『岬』、『枯木灘』、『地の果て 至上の時』三部作の前日譚として、竹原秋幸の母親フサの半生が語られる。

## あらすじ
主人公フサは古座の生まれで六人の兄や姉とは父親が違う私生児である。十五歳になったフサは新宮の材木業者の佐倉の所に奉公に行く。フサはそこで初潮をむかえる。フサが思慕する兄・吉広は夕張に出稼ぎに行きハッパに巻き込まれて亡くなる。フサは吉広の博打仲間で吉広に面影の似た勝一郎と恋愛し、十五の歳で妊娠、結婚する。
二人は新宮の町を二つに区切る臥龍山のふもとの「路地」で暮らす。勝一郎は山仕事で生計をたて、フサは郁男、芳子、美恵、君子、泰造を産む。勝一郎は徴兵されるが、胸が悪いとの診断で検査に合格せずに戻ってくる。美恵が肋膜を患い手術する。ある日勝一郎は血を吐き、そのまま寝込んで亡くなる。
勝一郎が病死してからはフサは行商で生計を立てる。虚弱な泰造が熱を出してそのまま亡くなる。翌日、大地震が起きる。敗戦色濃くなり、新宮は何度も空襲を受ける。フサは博打、物資の横流し、闇市の地回りで羽振りのいい浜村龍造（イバラの龍）と恋仲になり、龍造の子を孕む。しかし龍造は博打の喧嘩で相手を半殺しにして警察に捕まり、刑務所に入ってしまう。それを知らせに来た女も龍造の子を孕んでいた。龍造はさらに別の女郎にも子を孕ませていた。
フサは、母親がかつて自分をそうしようとしたように、腹の子供を堕胎しようかとも思案するが、龍造と別れてその子供・秋幸を産むことにする。新宮はまた地震に見舞われる。新宮の町は大火事になる。佐倉が地震に乗じて地上げのために火つけをしたという噂が広まる。
フサは北支から復員してきた繁蔵を紹介される。繁蔵は兄弟と土方の仕事を始めている。フサは、徴兵前に孕ませて結婚を約束した女に去られた子連れの繁蔵と付き合い始める。しかし、フサは実直な繁蔵について、龍造と比べて慊りないという気持ちを拭い去れない。また繁蔵の一族も、繁蔵が子を多く抱えた後家フサと付き合うことを良く思っていない。フサは繁蔵の子を二度孕むが二度とも堕す。
龍造が出所して、秋幸に会いに来るが、幼い秋幸は龍造を拒否する。新宮の方々で何度も火事が起こる。佐倉の手下として龍造が火つけをしているとの噂が広まる。古座の母親が亡くなる。四十九日に、古座川でフサは秋幸と突発的に入水心中しかけるが、郁男に見つかり未遂に留まる。その際、少女の頃に兄・吉広から贈られた和櫛を落として失くす。

## 逸話
- 新聞連載にあたり、中上は夏目漱石以降の新聞小説を読みあさって研究したという。特に徳田秋声の『あらくれ』を徹底的に分析したという。[1]